# 凱妮絲·艾佛丁
凱妮絲·艾佛丁（英語：Katniss Everdeen）是蘇珊·柯林斯系列小說《飢餓遊戲三部曲》的女主角，整部系列小說皆由她的第一人稱視角敘述。凱妮絲在小說第一部《飢餓遊戲》初登場，是來自施惠國第12區的一名16歲少女，自願代替妹妹參與一年一度的「飢餓遊戲」。在後兩部小說《星火燎原》和《自由幻夢》中，她成為了施惠國人民對抗都城的革命象徵。
珍妮佛·勞倫斯在改編自小說的《飢餓遊戲系列電影》中飾演凱妮絲·艾佛丁。

## 生平

### 飢餓遊戲
凱妮絲·艾佛丁與她的母親和妹妹櫻草花·艾佛丁（小櫻）住在貧困的第12區，該區的任務是生產煤礦，凱妮絲的父親死於一次礦井事故中，自此之後，凱妮絲便成了家中唯一的支柱，她時常要去森林裡偷獵以養家糊口。男孩蓋爾·霍桑是她的好友，兩人常結伴去偷獵。
第74屆飢餓遊戲的抽籤日時，小櫻不幸被抽中，但凱妮絲自願替代她成為第12區的女性貢品，與另名被抽中的男性貢品比德·梅爾拉克共赴都城。凱妮絲與比德得到了他們的伴護人艾菲·純克特、導師黑密契和造型師秦納等人的幫助，凱妮絲穿著秦納設計的有燃燒效果的衣服公開露面，因而得到「燃燒的女孩」外號。在電視訪談上，比德表示了他對凱妮絲的愛慕，這讓凱妮絲感到很困擾。
等飢餓遊戲將至尾聲、除了凱妮絲與比德外的所有貢品都死去時，他們兩人得知遊戲只允許有一名勝利者，凱妮絲拿出毒漿果決定兩人一起自殺，這迫使遊戲設計師改變規則，讓兩人同時成為勝利者。由於大多數觀眾認為他們是一對熱戀中的戀人，凱妮絲與比德也只能在鏡頭前這樣演下去。

### 星火燎原
凱妮絲與比德在第74屆飢餓遊戲上的表現被某些行政區視為反叛的作為，因此有幾個行政區已開始暴動，凱妮絲更成為叛變的象徵人物。這使史諾總統親自來到第12區警告凱妮絲，要她與比德繼續裝成一對戀人，以試圖平息暴動。按照都城方的指示，凱妮絲與比德開始了「勝利之旅」，走遍十二個行政區。
第75屆飢餓遊戲適逢「大旬祭」，貢品將從往年勝利者中抽選，因此凱妮絲與比德又得再次前往都城參與飢餓遊戲。最後，凱妮絲與芬尼克等幾位參賽者被第13區的叛軍救走，但比德與喬安娜卻落入都城之手。

### 自由幻夢
凱妮絲的家鄉第12區被都城投下的炸彈摧毀，但她的母親、小櫻、蓋爾以及不少居民都逃了出來，第13區收容了他們。第13區的柯茵總統要求凱妮絲化身為叛軍的象徵「學舌鳥」，以激勵士氣，凱妮絲為了家人著想也只好同意。叛軍一一逐步攻下所有行政區，直逼都城，凱妮絲與她的攝影小組及一隊士兵潛入都城，遇上不少陷阱，不少人都犧牲了，凱妮絲在總統官邸前見到一艘有都城徽章的氣墊船向兒童投下炸彈，身為叛軍軍醫的小櫻亦在凱妮絲面前身亡。凱妮絲被嚴重燒傷，等她大致痊癒後，便前去找被囚禁的史諾總統，史諾告訴她炸彈其實是第13區的叛軍投放的。
在行刑日當天，凱妮絲自願成為處決史諾的劊子手，但她卻射殺了柯茵總統，以為小櫻復仇。醫生斷定凱妮絲是精神受創的瘋子，這使她最終被釋放及送回第12區。
凱妮絲最終選擇與比德結婚，多年後他們育有一子一女。

## 創作
忒修斯和牛頭怪的神話對於蘇珊·柯林斯《飢餓遊戲三部曲》的創作有著重要影響，柯林斯最早在8歲時就讀到了這個故事。她曾在受訪時指出凱妮絲「是未來版的忒修斯」。

### 命名
「凱妮絲」（Katniss）的名字是取自於茨菰的印地安語。
而她的姓「艾佛丁」（Everdeen）則是取材自湯瑪士·哈代小說《遠離塵囂》的農場女主人芭絲芭·艾佛丁（Bathsheba Everdene）。

## 評論
美國恐怖小說家史蒂芬·金在書評中形容凱妮絲是個有著「蹩腳名字」的「酷孩子」。評論家David Gritten在《每日電訊報》撰文說，凱妮絲比《哈利波特》或《暮光之城》中的任何一個角色都具優勢，「她是女孩們的榜樣」。《出版人週刊》書評則評價：「柯林斯塑造人物的功力，讓凱妮絲雖然彷彿是個冷酷、精明的女孩，卻仍令人喜愛」。《紐約時報書評》稱凱妮絲的性格「複雜而迷人」。

## 電影
據獅門影業在2011年3月透露，約有30位女演員均表態願意飾演凱妮絲·艾佛丁，包括艾碧·貝絲琳、艾瑪·羅勃茲、瑟夏·羅南、艾蜜莉·布朗寧、雪琳·伍德利、琳德茜·冯塞卡、海莉·史坦菲德等人。同年3月11日證實將由珍妮佛·勞倫斯飾演凱妮絲此一角色。當時勞倫斯20歲，比角色凱妮絲（16歲）還要年長。作者蘇珊·柯林斯認同這個決定；而後她對勞倫斯在電影裡的表現亦十分滿意。

## 影響
在《時代雜誌》清點出的15名2014年最熱門虛擬角色中，凱妮絲·艾佛丁名列第七。

## 外部連結
- 網際網路電影資料庫上凱妮絲·艾佛丁的資料（英文）